# François Braffort
Pour les articles homonymes, voir Braffort.
François Hippolyte Braffort, né le 1er février 1854 à Villers-sur-Semois et y décédé le 1er mars 1926 fut un homme politique catholique belge.
Il fut ingénieur agronome 1905-1907 ; directeur-général au Ministère de l'Agriculture (1905-07) ; conseiller provincial de la province de Luxembourg (1882-1902) ; greffier provincial (1902-1905) ; député de l'arrondissement de Neufchâteau-Virton (1918-21), en suppléance de Winand Heynen ; sénateur provincial de la province de Luxembourg (1921-26), remplacé à son décès par Hubert Pierlot.

## Sources
- Bio sur ODIS